# (32142) 2000 LU26
2000 LU26 (asteroide 32142) é um asteroide da cintura principal. Possui uma excentricidade de 0.18834900 e uma inclinação de 8.21771º.
Este asteroide foi descoberto no dia 3 de junho de 2000 por LONEOS em Anderson Mesa.